# Гапанович, Дмитрий Афанасьевич
Дмитрий Афанасьевич Гапанович (1896 — 1952) — член Военного совета и заместитель по политической части командующего войсками Московского военного округа, генерал-лейтенант (1944).

## Биография
Родился в крестьянской семье. Участник Первой мировой войны, рядовой. В Красной армии с 1918, в РКП(б) с 1919. Во время Гражданской войны участвовал в боях на Западном фронте. Окончил курсы старшего политического состава при Военно-политической академии имени В. И. Ленина в 1929 и курсы высшего политического состава при ГлавПУ РККА в 1941. В 1929—1939 на партийно-политической работе в войсках. С февраля 1939 по январь 1941 член Военного совета Забайкальского военного округа. В Великую Отечественную войну с июля 1941 член Военного совета Центрального фронта. Участвовал в Смоленском сражении и с сентября 1941 был назначен членом Военного совета Киевского Особого военного округа, с ноября 1941 членом Военного совета Уральского военного округа. С декабря 1942 по май 1947 член Военного совета и заместитель по политической части командующего войсками Московского военного округа. Одновременно до октября 1943 исполнял обязанности члена Военного совета Московской зоны обороны. В послевоенный период на партийной работе в Советской Армии, начальник Главного управления боевой и физической подготовки Сухопутных войск. Похоронен на Введенском кладбище (12 уч.).

### Семья
Дочь — Вера Дмитриевна. Зять — О. В. Пеньковский. Внучка Мария Олеговна..

### Звания
- рядовой;
- дивизионный комиссар;[5]
- корпусной комиссар (19 июня 1940);[6][7]
- генерал-майор (6 декабря 1942);[6]
- генерал-лейтенант (2 ноября 1944).

### Награды
- орден Ленина;
- три ордена Красного Знамени;
- медаль «XX лет Рабоче-Крестьянской Красной Армии» (22.2.1938)

медаль «За оборону Москвы»;
- медаль «За победу над Германией в Великой Отечественной войне 1941—1945 гг.».